# Corindia nigricornis
Corindia nigricornis är en tvåvingeart som beskrevs av Daniel J. Bickel 1986. Corindia nigricornis ingår i släktet Corindia och familjen styltflugor. Inga underarter finns listade i Catalogue of Life.